# Miasta w Syrii
Według danych oficjalnych pochodzących z 2004 roku Syria posiadała ponad 90 miast o ludności przekraczającej 10 tys. mieszkańców. Stolica kraju Damaszek plasuje się na drugim miejscu i razem z Aleppo liczą po ponad milion mieszkańców; ponadto 1 miasto z ludnością 500÷1000 tys.; 12 miast z ludnością 100÷500 tys.; 17 miast z ludnością 50÷100 tys.; 41 miast z ludnością 25÷50 tys. oraz reszta miast poniżej 25 tys. mieszkańców.

## Największe miasta w Syrii
Największe miasta w Syrii według liczebności mieszkańców (stan na 22.09.2004):
| L.p. | Miasto                   | Muhafaza        | Liczba ludności |
| ---- | ------------------------ | --------------- | --------------- |
| 1.   | Aleppo (حلب)             | Aleppo          | 2 132 100       |
| 2.   | Damaszek (دمشق)          | Damaszek-Miasto | 1 414 913       |
| 3.   | Hims (حمص)               | Hims            | 652 609         |
| 4.   | Latakia (اللاذقية)       | Latakia         | 383 786         |
| 5.   | Hama (حماة)              | Hama            | 312 994         |
| 6.   | Ar-Rakka (الرقة)         | Ar-Rakka        | 220 488         |
| 7.   | Dajr az-Zaur (دير الزور) | Dajr az-Zaur    | 211 857         |
| 8.   | Al-Hasaka (الحسكة)       | Al-Hasaka       | 188 160         |
| 9.   | Al-Kamiszli (القامشلي)   | Al-Hasaka       | 184 231         |

## Alfabetyczna lista miast w Syrii
(w nawiasie nazwa oryginalna w języku arabskim, czcionką pogrubioną wydzielono miasta powyżej 1 mln)
- Abu Hammam (أبو حمام)
- Abu Kamal (البوكمال)
- Adra (عدرا)
- Afrin (عفرين)
- Ajn al-Arab (عين العرب)
- Ajn Tarma (عين ترما)
- Al-Bab (الباب)
- Aleppo (حلب)
- Ad-Dumajr (الضمير)
- Al-Hadżar al-Aswad (الحجر الأسود)
- Al-Harak (الحراك)
- Al-Hasaka (الحسكة)
- Al-Jarmuk (اليرموك)
- Al-Kamiszli (القامشلي)
- Al-Kiswa (الكسوة)
- Al-Kunajtira (القنيطرة)
- Al-Kurijja (القورية)
- Al-Kusajr (القصير)
- Al-Kutajfa (القطيفة)
- Al-Majadin (الميادين)
- Al-Mulajha (المليحة)
- Al-Malikija (المالكية)
- As-Sanamajn (الصنمين)
- Asz-Szajch Maskin (الشيخ مسكين)
- Az-Zabadani (الزبداني)
- Amuda (عامودا)
- An-Nabk (النبك)
- Ariha (أريحا)
- Ar-Rakka (الرقة)
- Ar-Rastan (الرستن)
- Ar-Ruhajba (الرحيبة)
- As-Safira (السفيرة)
- As-Sajjida Zajnab (السيدة زينب)
- As-Salamijja (السلمية)
- As-Saura (الثورة)
- As-Suwajda (السويداء)
- Aszrafijjat Sahnaja (أشرفية صحنايا)
- At-Tall (التل)
- Azaz (أعزاز)
- Babbila (ببيلا)
- Banijas (بانياس)
- Binnisz (بنش)
- Bosra (بصرى الشام)
- Chan Szajchun (خان شيخون)
- Da’il (داعل)
- Dajr az-Zaur (دير الزور)
- Damaszek (دمشق)
- Dara (درعا)
- Darajja (داريا)
- Duma (دوما)
- Dżabla (جبلة)
- Dżudajdat Artuz (جديدة عرطوز)
- Dżajrud (جيرود)
- Dżaramana (جرمانا)
- Dżasim (جاسم)
- Dżisr asz-Szughur (جسر الشغور)
- Gharanidż (غرانيج)
- Hadżin (هجين)
- Halfaja (حلفايا)
- Hama (حماة)
- Harasta (حرستا)
- Hims (حمص)
- Idlib (إدلب)
- Inchil (أنخل)
- Irbin (عربين)
- Izra (ازرع)
- Jabrud (يبرود)
- Jalda (يلدا)
- Kadsijja (قدسيا)
- Kafr Batna (كفر بطنا)
- Kafr Laha (كفر لاها)
- Katana (قطنا)
- Latakia (اللاذقية)
- Ma’arrat an-Numan (معرة النعمان)
- Manbidż (منبج)
- Masjaf (مصياف)
- Mu’addamijjat asz-Szam (معضمية الشام)
- Nawa (نوى)
- Nubl (نبل)
- Palmyra (تدمر)
- Ras al-Ajn (رأس العين)
- Safita (صافيتا)
- Sakba (سقبا)
- Salkin (سلقين)
- Sarakib (سراقب)
- Subajchan (صبيخان)
- Subajna (السبينة)
- Suran (صوران)
- Tafas (طفس)
- Tajjibat al-Imam (طيبة الإمام)
- Talbisa (تلبيسة)
- Tall Rifat (تل رفعت)
- Tartus (طرطوس)
- Zamalka (زملكا)